# 부즈 앨런 해밀턴
부즈 앨런 해밀턴(Booz Allen Hamilton, 정식 명칭: 부즈 앨런 해밀턴 홀딩 코퍼레이션/Booz Allen Hamilton Holding Corporation, 비공식 명칭: 부즈 앨런/Booz Allen)은 미국의 경영 및 정보 기술 컨설팅 기업인 "부즈 앨런 해밀턴"의 모회사이며 그레이터 워싱턴DC의 버지니아주 맥린에 본사를 두고 있으며 전 세계적으로는 80곳의 오피스를 두고 있다. 이 기업이 언급한 핵심 사업은 공개 및 비공개 부문의 단체들과 비영리 단체들에 컨설팅, 분석, 엔지니어링 서비스를 제공하는 것이다.